# 7 محرم
- السبت
- الأحد
- الاثنين
- الثلاثاء
- الأربعاء
- الخميس
- الجمعة

- 306 يوليو 2024
- 17 يوليو 2024
- 28 يوليو 2024
- 39 يوليو 2024
- 410 يوليو 2024
- 511 يوليو 2024
- 612 يوليو 2024
- 713 يوليو 2024
- 814 يوليو 2024
- 915 يوليو 2024
- 1016 يوليو 2024
- 1117 يوليو 2024
- 1218 يوليو 2024
- 1319 يوليو 2024
- 1420 يوليو 2024
- 1521 يوليو 2024
- 1622 يوليو 2024
- 1723 يوليو 2024
- 1824 يوليو 2024
- 1925 يوليو 2024
- 2026 يوليو 2024
- 2127 يوليو 2024
- 2228 يوليو 2024
- 2329 يوليو 2024
- 2430 يوليو 2024
- 2531 يوليو 2024
- 261 أغسطس 2024
- 272 أغسطس 2024
- 283 أغسطس 2024
- 294 أغسطس 2024
- 15 أغسطس 2024
- 26 أغسطس 2024
- 37 أغسطس 2024
- 48 أغسطس 2024
- 59 أغسطس 2024

7 مُحرَّم أو 7 مُحرَّم الحرام أو يوم 7 \ 1 (اليوم السابع من الشهر الأوَّل) هو سابع أيَّام السنة وفق التقويم الهجري القمري (العربي). يبقى بعده 347 أو 348 يومًا لانتهاء السنة.

## أحداث
- 61 هـ - منع الماء عن الإمام الحسين بن علي قبيل الفترة التي سبقت معركة كربلاء.
- 358 هـ - تولية المنصور بن أبي عامر خطة المواريث.
- 835 هـ - معاهدة فخرية بين المسلمين والقشتاليين في الأندلس، قطعت بها مملكة قشتالة أكبر خطوة في سبيل تحقيق أمنيتها لتصفية الوجود الإسلامي في الأندلس.
- 1145 هـ - الأسبان يستعيدون السيطرة على ميناء ومدينة وهران من العثمانيين، وكان العثمانيون قد فتحوها قبل 24 عامًا وخلصوها من الاحتلال الإسباني.
- 1328 هـ - احتراق سراي جراغان السلطاني في الدولة العثمانية الذي يعد من أضخم القصور العثمانية، وتم تشييده عام 1865، وتحول إلى مقر لمجلس الأعيان ومجلس النواب في نوفمبر 1909.
- 1362 هـ - رئيس الوزراء البريطاني ونستون تشرشل يصل إلى الدار البيضاء في المغرب في إطار تحركاته خلال الحرب العالمية الثانية.
- 1371 هـ - إلغاء حزب الوفد المصري معاهدة سنة 1936 التي كانت بين مصر وبريطانيا والتي نصت على احتفاظ بريطانيا بقاعدة حربية وجوية لها في منطقة قناة السويس، وهو ما مكنها من استخدامها أثناء الحرب العالمية الثانية.
- 1371 هـ - اختيار المستشار حسن الهضيبي مرشدًا عامًا لجماعة الإخوان المسلمين، خلفًا للإمام حسن البنا.
- 1380 هـ - استقلال مستعمرة الصومال الإيطالية وتوحدها مع صوماليلاند (مستعمرة الصومال البريطانية) لتشكلا جمهورية الصومال الديموقراطية.
- 1381 هـ - صدور قوانين التأميم بالجمهورية العربية المتحدة (مصر وسوريا)، وقد لحق التأميم بالبنوك والشركات الصناعية الكبرى، وشركات التأمين، حيث تأممت 149 شركة بشكل كامل، وتأممت 91 شركة بنسبة 50%.
- 1389 هـ - المظاهرات تجبر رئيس باكستان محمد أيوب خان على الاستقالة.
- 1395 هـ - زلزال في منطقة حدود كشمير والتبت بقوة 6.8 على مقياس ريختر قتل فيه 42 شخص وإصيب 40 وشرد 2500، وشعر بالهزة في نيودلهي في الهند ولاهور وراولبندي في باكستان.
- 1412 هـ - انتهاء الحرب الموريتانية السنغالية الحدودية والتي بدأت قبل نحو سنتين.
- 1414 هـ - الولايات المتحدة تطلق صاروخًا يستهدف مقر الاستخبارات العراقية في بغداد وذلك انتقاما لمحاولة اغتيال الرئيس الأسبق جورج بوش في الكويت قبل نحو شهرين من نفس العام والتي أحبطت قبل التنفيذ.
- 1425 هـ - القوات الإسرائيلية تقتحم المسجد الأقصى خلال صلاة الجمعة مما يؤدي إلى إصابة 24 شخصًا بينهم نساء.
- 1427 هـ - مظاهرات في بيروت احتجاجًا على الرسوم الكاريكاتورية المسيئة للنبي محمد في صحيفة يولاندس بوستن الدانماركية تؤدي إلى وقوع أعمال عنف في منطقة الأشرفية، ووزير الداخلية حسن السبع يقدم استقالته من منصبه على خلفية هذه الأعمال.
- 1430 هـ - إسرائيل تبدأ غزوها البري على قطاع غزة وذلك في اليوم الثامن من عملياتها على القطاع التي اسمتها الرصاص المصبوب.
- 1438 هـ - فوز حزب العدالة والتنمية برئاسة عبد الإله ابن كيران بالانتخابات التشريعية المغربية.
- 1439 هـ - المفوضية العليا المستقلة للانتخابات والاستفتاء في إقليم كردستان العراق تعلن النتائج الرسمية لاستفتاء الانفصال عن العراق، حيث بلغت نسبة المؤيدين 92,73%، فيما بلغت نسبة الرافضين 7,27% من إجمالي المصوتين.
- 1443 هـ - حركة طالبان تستعيد السيطرة على أفغانستان وتتوج حملتها العسكرية بتسلم كابل بعد انهيار الحكومة الأفغانية وقواتها ومغادرة الرئيس أشرف غني البلاد إثر الانسحاب الأمريكي.

## مواليد
- 1273 هـ - محمد هادي الميلاني، فقيه شيعي إيراني - عراقي.
- 1341 هـ - عبد الله بن علي الخليلي، شاعر عُماني.
- 1353 هـ - فاروق صبحي الكيلاني، محامي أردني.
- 1358 هـ - شوشو، ممثل لبناني.
- 1369 هـ - عبد الله قاسم الوشلي، رجل دين يمني.
- 1381 هـ - سحر رامي، ممثلة مصرية.
- 1398 هـ - طارق الكندري، ممثل ومذيع كويتي.
- 1407 هـ - إسماعيل عبد اللطيف، لاعب كرة قدم بحريني.

## وفيات
- 121 هـ - مسلمة بن عبد الملك بن مروان، أحد قواد بني أمية والفاتحين.
- 531 هـ - عبد المنعم الجلياني، طبيب وأديب الأندلسي.
- 1296 هـ - خليل الحلو، رجل دين ولد ونشأ في مدينة غزة.
- 1357 هـ - محمد توفيق نسيم باشا، رئيس وزراء مصر.
- 1387 هـ - كاظم الخطاط، خطاط وشاعر عراقي.
- 1388 هـ - أميرة أمير، ممثلة مصرية.
- 1399 هـ - الجيلالي بناني، سياسي مغربي.
- 1409 هـ - حسين فوزي، أديب ودكتور وعالم بحار مصري.
- 1429 هـ - يونان لبيب رزق، مؤرخ مصري.
- 1433 هـ - عبد الكريم الجهيمان، صحفي وأديب وباحث سعودي.
- 1435 هـ - هتلر طنطاوي، لواء أركان حرب مصري

## وصلات خارجية
- موقع قصة الإسلام: حدث في شهر محرم.